# Тит Секстий Корнелий Африкан
Тит Секстий Корнелий Африкан (на латински: Titus Sextius Cornelius Africanus) e политик и сенатор на Римската империя през края на a и началото на 2 век.
Син е на Тит Секстий Магий Латеран (консул 94 г.).
През 112 г. той е консул заедно с император Цезар Нерва Траян Август. Неговият син Тит Секстий Латеран е консул 154 г.